# Congrégationalisme
Le terme de congrégationaliste désigne le plus souvent les Églises congrégationalistes issues des puritains anglais, et non la forme de gouvernement de l’Église décrite ci-dessous qui a pu être appliquée par différentes Églises protestantes et évangéliques selon les époques.
Le congrégationalisme est une forme de gouvernance d'Église qui donne l'autorité à la congrégation entière, c'est-à-dire à chacun dans l'Église. Elle est présente majoritairement dans les Églises protestantes et évangéliques.

## Origines
Le congrégationalisme se base sur plusieurs textes bibliques, notamment dans Actes des Apôtres et la Première épître aux Corinthiens, où l'église entière a été réunie pour rendre des décisions.

## Histoire
L’idée que chaque paroisse chrétienne représente complètement le corps visible de l’Église peut être attribuée à John Wycliffe et au mouvement des Lollards qui se manifesta en Angleterre autour des années 1380. Les Vaudois ont gardé ce principe depuis leur séparation d'avec le catholicisme au XIIIe siècle.
En 1523, Martin Luther écrit qu'une assemblée chrétienne a le pouvoir de juger ce qui est enseigné et d’élire et de destituer ses responsables. Ses écrits  popularisent l'idée du congrégationalisme, même si le congrégationalisme ne sera pas la forme de gouvernement retenue par les églises luthériennes qui, très souvent héritent des structures épiscopales héritées du catholicisme et les conservent.
Le mouvement anabaptiste, en revanche, souhaitant rendre les Églises indépendantes de l'État, a pratiqué le congrégationalisme. Les différentes confessions chrétiennes qui découlent des anabaptistes, tels que les mennonites ou les amish, le pratiquent encore de nos jours.
Les congrégationalistes proprement dits sont apparus pendant la Réforme anglaise où ils faisaient partie des non-conformistes puritains qui estimaient que l'Église n'avait été que partiellement réformée et contestaient l’autorité de la reine Élisabeth Ire d’Angleterre. Robert Brown (1550-1633) un des « pères fondateurs » du congrégationalisme dans les pays de langue anglaise, appartient à cette tendance. Il développe dans ses écrits l'idée que l'Église doit être fondée par une alliance de l'ensemble des membres d'une communauté.
Les théologiens de la faculté de Heidelberg dans les années 1560, le théologien anglais William Perkins à partir des années 1570, ainsi que plusieurs théologiens écossais dans la seconde moitié du XVIe siècle enseignent le congrégationalisme.
En 1582, le théologien Robert Browne publie le livre A Treatise for Reformation Without Tarrying for Any qui aborde cette doctrine . Ce manifeste servira de base aux assemblées congrégationalistes. Browne ne pourra rentrer en Angleterre qu'en 1584.
Les idées de Browne se propagent en Angleterre. Elles sont reprises par Henry Barrowe et John Greenwood, qui publient en 1588 The True Church and False Church, contre l'Église anglicane qui fonctionne de manière pyramidale. L'ouvrage est secrètement publié en Angleterre alors que Barrowe et Greenwood sont en prison. Ils sont exécutés en 1593.
La répression anglicane et monarchique empêche à la fin du XVIe siècle le développement du congrégationalisme en Angleterre. Aux Pays-Bas, par contre cette forme de gouvernance se développe. Francis Johnson et de Henry Ainsworth, deux Anglais, s'exilent alors aux Pays-Bas, et y publient A Confession of Faith of The People Called Brownists, en 1596.
Le pasteur anglais John Robinson fonde la première église congrégationaliste à Leyde aux Pays-Bas en 1609. Une partie des membres de la congrégation de Leyde s'embarque en 1620 à bord du Mayflower, pour l'Amérique du Nord, fonde la colonie de Plymouth et développe le mouvement.
En 1628, d'autres congrégationalistes, avec à leur tête, John Winthrop, quittent l'Angleterre pour fonder la colonie du Massachusetts.
Au 17e siècle, les Églises baptistes ont également adopté le congrégationalisme.

## Le congrégationalisme, forme de gouvernance ecclésiale

### Fonctionnement du congrégationalisme
Le congrégationalisme donne l'autorité à l'assemblée entière. La congrégation est formée de tous les membres de l'assemblée. Et les membres sont les personnes ayant librement choisi de faire partie de l'assemblée. Cette congrégation prend des décisions telles qu'élire et destituer anciens et pasteur(s), elle décide et vote le budget et tout ce qui concerne l'organisation de l'assemblée. L'assemblée a une gestion autonome et locale, même si elle peut être membre d'une confession chrétienne.

### Comparaison avec les autres formes de gouvernance ecclésiale
Au sein de la chrétienté, le congrégationalisme se distingue des systèmes de gouvernance épiscopalien et presbytérien synodal.
Dans le système épiscopal, une Église locale est sujette à l’autorité d’une hiérarchie d’évêques et d'ecclésiastiques ; c'est essentiellement le système de l'Église catholique et des Églises orthodoxes.
Le système presbytérien synodal reprend pour l'essentiel la théologie congrégationaliste, mais l’Église locale, gouvernée par son conseil presbytéral, délègue ensuite une partie de ses pouvoirs à une fédération gouvernée par une assemblée appelée « synode », constitué de délégués élus par les différents conseils presbytéraux ; ce synode peut exercer de l’autorité sur des Églises locales. Le système presbytérien synodal est donc également une forme démocratique de gouvernement d'Église. C'est le système majoritairement adopté dans le protestantisme y compris l'anglicanisme.

## Confessions chrétiennes
Le congrégationalisme est surtout présent dans les Églises protestantes et évangéliques.

### Premiers auteurs congrégationalistes
- Robert Brown
- Robert Harrison
- Henry Barrowe
- Francis Johnson
- Henry Ainsworth
- John Robinson
- John Cotton
- Thomas Hooker
- Cotton Mather